# Західні підходи

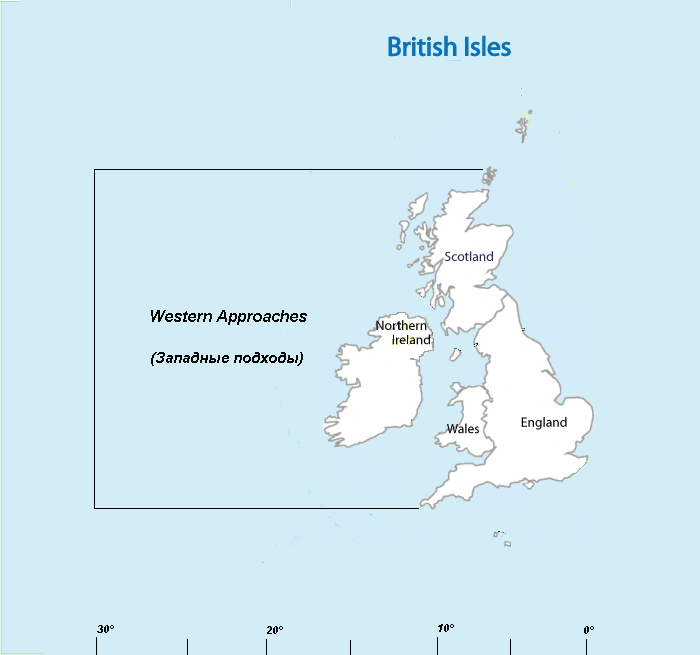
Схематичне зображення Західних підходів

Західні підходи (англ. Western Approaches) — приблизно прямокутна область Атлантичного океану, що лежить одразу на захід від Ірландії та частини Великої Британії. Північна та південна межа майже збігається з крайніми точками Великої Британії. Східна межа Західних підходів простягався поздовж атлантичного узбережжя островів Ірландія та Велика Британія. Із заходу обмежувалися меридіаном 30° з. д.
Західні підходи були винятково стратегічно важливі в ході битв за Атлантику як у Першу світову, так і у Другу світову війни, саме тому, що через нього проходили всі шляхи транспортних конвоїв на лінії Велика Британія-Північна Америка, і частина шляхів до північних (арктичних) портів Радянського Союзу. Це відмінно усвідомлювало як німецьке командування, так і британське. Особисто командувач підводного флоту Крігсмаріне грос-адмірал Деніц зосередив тут дії підводних човнів проти судноплавства союзників, намагаючись у такий спосіб утворити блокаду Британських островів.
У свою чергу, Адміралтейство для боротьби з ними створило тут Командування Західних підходів. На першому етапі битви за Атлантику конвоювання здійснювалося тільки від британських портів до меридіана 30 ° з. д. і назад; за його межами транспорти йшли самостійно, тобто Західними підходами обмежувалися дії кораблів охорони.